# Haycockita
La haycockita és un mineral de la classe dels sulfurs que pertany al grup de la talnakhita. Va ser anomenada en honor de Maurice Hall Haycock (1900-1988) mineralogista i cap de la Secció Mineralògica del Departament d'Energia, Mines i Recursos d'Ottawa (Ontario). Haycock va fer una breu descripció del mineral, en un informe inèdit, quan era estudiant de Princeton l'any 1931.

## Característiques
La haycockita és un sulfur (doble) de coure i ferro de fórmula química Cu₄Fe₅S₈. Cristal·litza en el sistema ortoròmbic. S'ha observat en seccions polides en forma de cristalls diminuts, d'uns 500 micròmetre. La seva duresa a l'escala de Mohs és 4,5.
Segons la classificació de Nickel-Strunz, la haycockita pertany a «02.CB - Sulfurs metàl·lics, M:S = 1:1 (i similars) amb Zn, Fe, Cu, Ag, etc.» juntament amb els següents minerals: coloradoïta, hawleyita, metacinabri, polhemusita, sakuraiïta, esfalerita, stil·leïta, tiemannita, rudashevskyita, calcopirita, eskebornita, gal·lita, lenaïta, mooihoekita, putoranita, roquesita, talnakhita, laforêtita, černýita, ferrokesterita, hocartita, idaïta, kesterita, kuramita, mohita, pirquitasita, estannita, stannoidita, velikita, chatkalita, mawsonita, colusita, germanita, germanocolusita, nekrasovita, estibiocolusita, ovamboïta, maikainita, hemusita, kiddcreekita, polkovicita, renierita, vinciennita, morozeviczita, catamarcaïta, lautita, cadmoselita, greenockita, wurtzita, rambergita, buseckita, cubanita, isocubanita, picotpaulita, raguinita, argentopirita, sternbergita, sulvanita, vulcanita, empressita i muthmannita.

## Formació i jaciments
La haycockita va ser descoberta a Lydenburg, Mpumalanga (Sud-àfrica) en forma de reemplaçament en una pegmatita d'hornotolita dunita. També ha estat descrita als Estats Units, l'Índia, el Japó, Mèxic, Polònia i Rússia.